# پاولو تیموشچنکو
پاولو تیموشچنکو (اوکراینی: Павло Юрійович Тимощенко؛ زادهٔ ۱۳ اکتبر ۱۹۸۶) ورزشکار پنج‌گانه مدرن اهل اوکراین است.
وی در مسابقات کشوری و بین‌المللی در مجموع برندهٔ ۲ مدال طلا، ۳ مدال نقره، ۶ مدال برنز شده‌است.